# Loď na sypký náklad

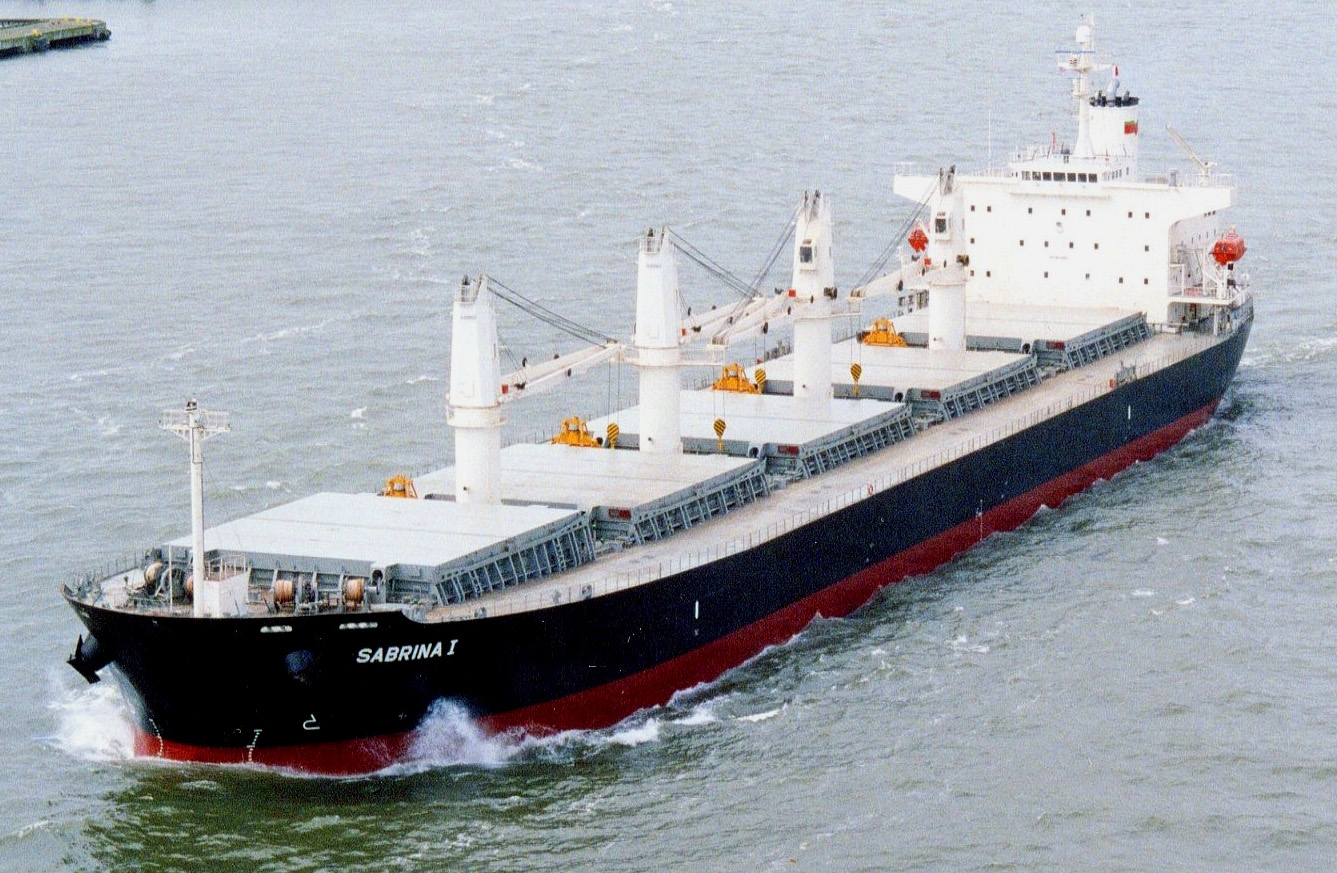
Sabrina I je moderní loď pro přepravu hromadného nákladu typu Handymax

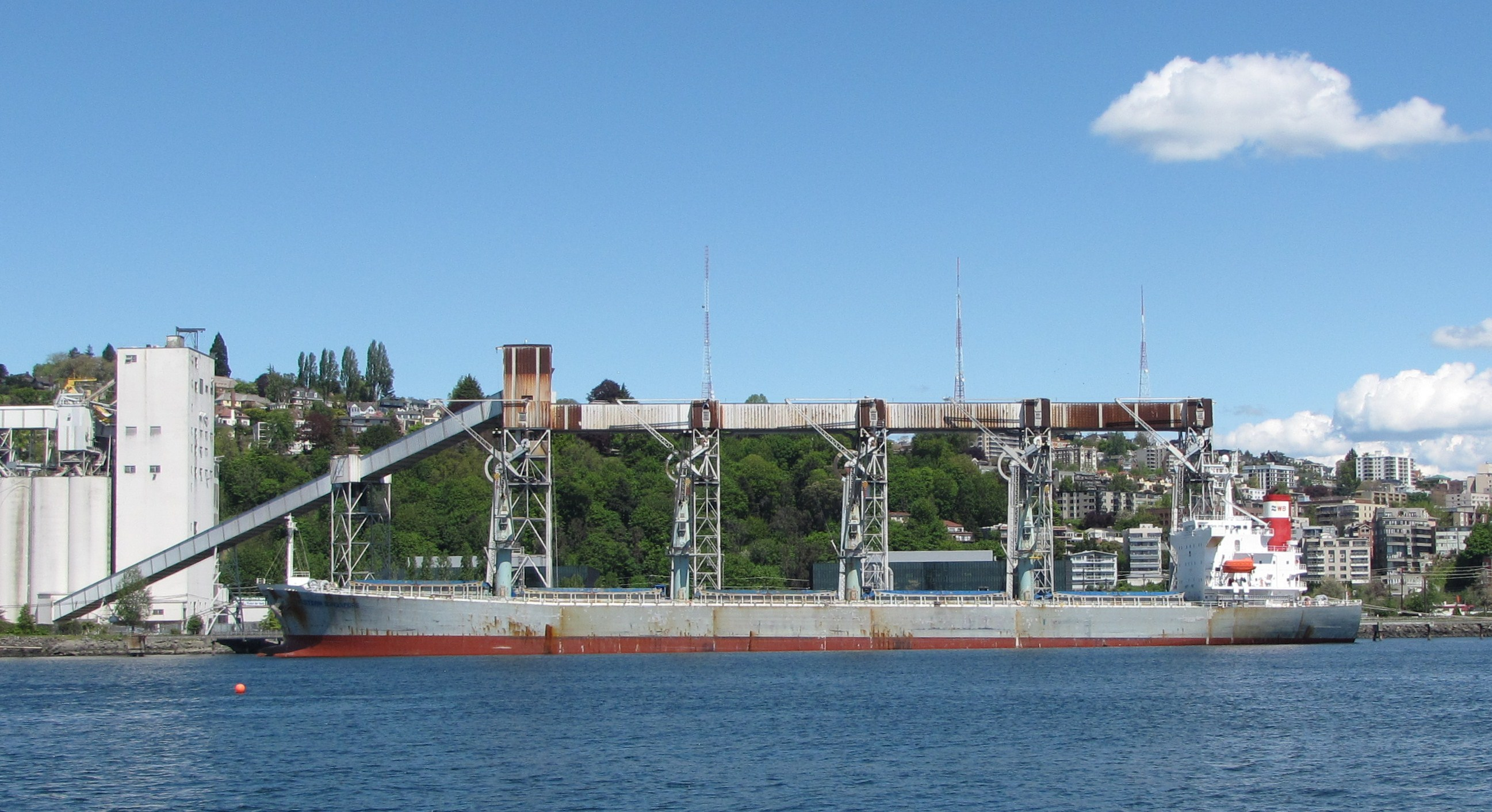
Loď na obilí a vykládací zařízení, Seattle 2010

Loď pro přepravu sypkého nákladu (anglicky bulk carrier, bulker) je obchodní loď speciálně navržená pro přepravu nebaleného sypaného nákladu, jako je např. obilí, uhlí, ruda nebo cement, ve svých nákladových prostorách. Od roku 1852, kdy byl postaven první specializovaný bulker, napomáhaly ekonomické požadavky vývoji těchto lodí, co do jejich velikosti a propracovanosti.
Současné lodě pro přepravu sypkého nákladu jsou speciálně navrhovány pro maximalizaci kapacity, bezpečnosti, účinnosti a schopnosti vydržet náročnost jejich práce.
V současnosti (2021) tvoří lodě pro přepravu sypkého nákladu zhruba 35 % světové obchodní flotily a jejich velikost se pohybuje od mini-bulků s jedním nákladovým prostorem až po obrovské lodi na rudu schopné odvézt 365 000 metrických tun (DWT). Existuje množství specializovaných úprav těchto lodí: některé se dokážou samy vyložit, některé jsou závislé na vybavení přístavů a jiné mohou naložený náklad balit přímo na lodi. Více než polovina lodí na přepravu hromadného nákladu patří řeckým, japonským a čínským majitelům a více než čtvrtina je registrovaná v Panamě. Jižní Korea je největším stavitelem bulkerů na světě a 82 % těchto lodí se vyrábí v Asii.
Posádka bulkerů se účastní nakládky a vykládky nákladových prostorů, navigace lodě, údržby strojů a vybavení lodi. Nakládka a vykládka lodi je náročná a nebezpečná a na větších lodích tohoto typu může zabrat až 120 hodin. Posádku mohou tvořit tři lidé na nejmenších lodích nebo až 30 lidí na těch největších.
Sypký náklad může být velmi těžký, lepkavý a drsný. Tím může představovat bezpečnostní problémy jako je přesýpání nákladu, spontánní vznícení a nasáknutí vodou, které mohou ohrozit loď. Používání lodí, které byly staré a měly problémy s korozí bylo spojeno s potápěním se bulkerů v 90. letech 20. století kvůli velkým nákladovým otvorům potřebným pro manipulaci s nákladem. Byla přijata nová mezinárodní omezení ke zdokonalení tvarů lodě a zpřísnění kontrol, jakož i zjednodušení procesu opuštění lodě v případě její zkázy.

## Definice

Průřez typické lodě na sypaný náklad. 1. Nákladový prostor 2. Kryt nákladového prostoru 3. Horní boční nádrž pro balastní vodu nebo palivo 4. Dvojité dno 5. Dolní balastní nádrž pro balastní vodu

Je několik způsobů jak definovat termín lodi na sypaný náklad. Od roku 1999 je bulker SOLASem definován jako „loď postavená s jednou palubou, horními bočními nádržemi (top side tank), balastními nádržemi (hopper tank) v nákladových prostorech, která je určena hlavně pro převoz suchého sypaného nákladu, rudy nebo kombinovaného nákladu“. Klasifikační společnosti ale používají širší definici, kde lodí na přepravu hromadného nákladu je každá loď, která převáží suchý nezabalený náklad. Víceúčelové nákladní lodě mohou převážet hromadný náklad, ale také jiné typy nákladů, přičemž nejsou speciálně navrženy pro sypanou nakládku. Název „loď na suchý sypký náklad“ (dry bulk carrier) se používá k odlišení od lodí na tekutý náklad jako jsou ropný tanker, chemický tanker a loď na přepravu plynu. Velmi malé bulkery jsou téměř nerozeznatelné od obecných nákladních lodí (general cargo ship), a častěji jsou klasifikovány podle jejich užívání jako podle tvaru.
K popisu lodí na sypaný náklad se používá několik zkratek. „OBO“ (Ore-bulk-oil) popisuje loď, která převáží kombinaci rudy, sypaného nákladu a ropy, „O/O“ se používá pro kombinaci rudy a ropy. Zkratky „VLOC“, „VLBC“, „ULOC“ a „ULBC“ pro velmi velkou a ultra velkou loď pro přepravu hromadného nákladu a rudy byly převzaty z označování supertankerů.

## Historie
Před vznikem specializovaných lodí pro přepravu sypkého nákladu měli dopravci dvě možnosti jak dostat náklad do lodi. První metodou bylo nakládání nákladu do pytlů přístavními dělníky, pytle se pak ukládaly na palety, které pak byly nakládány do nákladových prostorů lodě pomocí jeřábů. Druhý způsob vyžadoval množství času a peněz na stavbu překližkových zásobníků uvnitř nákladových prostorů, do kterých se nakládalo přes malé otvory a dřevěné plniče za pomoci posuvného pultu, kterým se přiváděl náklad. Tyto metody byly pomalé a pracné. S příchodem kontejnerových lodí problém efektivní nakládky a vykládky nákladu posunul vpřed i vývoj lodí na sypký náklad.
Specializované bulkery se začaly vyrábět s parním pohonem. První loď na parní pohon klasifikována jako loď pro přepravu sypkého byla SS John Bowes, britská loď na přepravu uhlí v roce 1852. Byla vybavena kovovým trupem, parním strojem a balastním systémem, který používal mořskou vodu místo pytlů s pískem. Toto vybavení jí pomohlo uspět na konkurenčním britském trhu s uhlím. První samovýklopná loď byla jezerní nákladní loď Hennepin v roce 1902 na Velkých jezerech. Toto významné snížení času nakládky bulkeru bylo dosaženo použitím dopravního pásu na přesun nákladu. První lodě pro přepravu sypkého nákladu s naftovými motory se začaly vyrábět v roce 1911.
Před druhou světovou válkou byla mezinárodní poptávka na přepravu sypkého nákladu nízká – asi 25 milionů tun železné rudy – a většina tohoto obchodu probíhala v pobřežních vodách. Po skončení války začal rozvoj této přepravy hlavně mezi průmyslovými zeměmi jakými byly evropské státy, USA a Japonsko. Díky tomu se staly lodě pro přepravu hromadného nákladu většími a více specializovanými.

## Kategorie

### Velikosti
| Hlavní kategorie lodí na přepravu sypkého nákladu |                  |      |         |           |                 |
| Název                                             | Velikost v DWT   | Lodě | Doprava | Nová cena | Cena za použité |
| Handysize                                         | 10 000 až 35 000 | 34 % | 18 %    | $ 25M     | $ 20M           |
| Handymax                                          | 35 000 až 59 000 | 37 % | 18 %    | $ 25M     | $ 20M           |
| Panamax                                           | 60 000 až 80 000 | 19 % | 20 %    | $ 35M     | $ 25M           |
| Capesize                                          | 80 000 a více    | 10 % | 62 %    | $ 58M     | $ 54M           |

Lodě na přepravu sypkého nákladu se dělí do šesti velikostních kategorií: malý, handysize, handymax, panamax, capesize a velmi velký. Velmi velké patří do kategorie capesize, avšak často jsou považovány za zvláštní kategorii.
Další kategorie vznikají v regionální přepravě, například jako Kamsarmax s maximální délkou 229 metrů, což je maximální délka lodi, která může nakládat v přístavu Kamsar v Guineji. Další kategorie jako Seawaymax, Setouchmax, Dunkirkmax a Newcastlemax také vznikly v regionální přepravě.
Mini-Bulker jsou malé lodě s kapacitou pod 10 000 DWT. Mini-Bulkery převážejí od 500 do 2500 tun a mají jediný nákladový prostor, přičemž jsou stavěny na říční přepravu. Často jsou stavěny tak, aby mohly plout pod mosty a jejich posádka se skládá ze 3 až 8 členů.
Handysize a Handymax jsou obecně účelové lodě na sypaný náklad. Tyto dvě kategorie reprezentují 71 % všech lodí na přepravu hromadného nákladu nad 10 000 DWT a jsou nejvíce žádané. Toto je částečně způsobeno novými nařízeními, které upřednostňují výstavbu větších plavidel. Lodě typu Handymax jsou 150–200 m dlouhé s 52 000–58 000 DWT s pěti nákladovými prostory a čtyřmi jeřáby.
Velikost lodí typu Panamax je limitována velikostí plavebních komor v Panamském průplavu, kterými projde loď s maximální šířkou 32,31 m, maximální délkou do 294,13 m a ponorem do 12,04 m.
Lodě typu Capesize jsou příliš velké na to, aby mohly využívat Panamský průplav a musí plout kolem mysu Horn pokud chtějí cestovat mezi Tichým a Atlantským oceánem. Předtím nedokázaly proplout ani přes Suezský průplav a musely plout kolem Mysu dobré naděje, avšak nedávné hloubení Suezu na hloubku 20 m jim umožnilo jeho používání. Lodě na přepravu hromadného nákladu typu Capesize jsou specializované, jelikož 93 % těchto lodí se používá pro přepravu železné rudy a uhlí.
Velmi velké lodě pro přepravu hromadného nákladu jsou verzí lodí Capesize, které přesahují 200 000 DWT. Bulkery tohoto typu jsou téměř vždy stavěny k přepravě železné rudy.

### Základní typy
| Základní typy lodí na přepravu hromadného nákladu | |
| Obrázek                                           | Popis |
|                                                   | Bulkery s vybavením jsou většinou lodě velikosti handysize až handymax, avšak existuje i několik kusů velikosti panamax. Podobně jako všechny lodě pro přepravu sypkého nákladu i tyto jsou vybaveny několika nákladovými prostory. Tento typ je vybaven jeřáby, jeřáby na nakládání (tzv. Derrick) nebo dopravníky (tzv. Conveyor), pomocí kterých nakládají a vykládají náklad v přístavech i bez přístavního vybavení. Tato vlastní zařízení dodávají těmto lodím flexibilitu s nákladem, který převážejí. (Na obrázku typický bulker s jeřáby) |
|                                                   | Kombinované bulkery jsou přizpůsobeny k přepravě tekutých i pevných sypkých nákladů. Pokud vezou zároveň oba druhy nákladu, tak tyto jsou uloženy v oddělených nákladových prostorech a tancích. Tyto lodě vyžadují speciální design a jsou drahé. Nejvíce se používaly v 70. letech 20. století, přičemž od té doby se jejich množství zmenšuje. (Na obrázku ropné potrubí a nákladový prostor pro přepravu hromadného nákladu na palubě lodi Maya)                                                                                               |
|                                                   | Bulkery bez vybavení jsou lodě bez jeřábů a dopravníků. Tyto typy lodí jsou závislé na vybavení přístavů pro nakládku a vykládku lodí. Vyrábějí se ve všech velikostech, přičemž skupina velmi velké může kotvit pouze v největších přístavech. Některé z nich jsou vyrobeny tak, aby jezdily pouze mezi dvěma přístavy. Jejich výhodou je levnější výroba a údržba. (Na obrázku 225 000 tunový bulker Berge Athen) |
|                                                   | Samovýklopné bulkery (Selfdischarger) jsou lodě s dopravní pásy nebo s použitím bagrů, které se mohou pohybovat po příčce podél celého nákladového prostoru lodi a po bocích lodi. Takto mohou vykládat náklad rychle a efektivně. (Na obrázku John B. Aird jezerní samovýklopný Bulker) |
|                                                   | Jezerní nákladní lodě jsou lodě na přepravu sypkého nákladu na Velkých kanadských jezerech, často s nástavbou na přídi lodě. Jelikož tyto lodě plují ve sladké vodě, mají delší životnost kvůli menší korozi. V roce 2005 bylo na těchto jezerech 98 lodí tohoto typu s 10 000 DWT nebo více (Na obrázku jezerní nákladní loď Edward L. Ryerson) |
|                                                   | BIBO nebo "Bulk In, Bags Out" jsou lodě na přepravu sypkého nákladu, které jsou vybaveny balicími zařízeními nákladu při vykládce. Na obrázku je loď tohoto typu CHL Innovator, která dokáže za jednu hodinu vyložit 300 tun sypaného cukru, který balí do 50 kg balíků. |

## Flotila

Světový růst bulkerů podle DWT (zelená) a procento bulkerů vůči celkovému světovému loďstvu mezi lety 1977 až 1999.

Lodě na přepravu hromadného nákladu podle státu vlajky.

Světová přeprava sypkého nákladu dosáhla obrovských proporcí: v roce 2005 bylo 1,7 miliardy metrických tun uhlí, železné rudy, obilí, bauxitu a fosfátů přepravených těmito loděmi. V dnešní době pluje 6 225 lodí na přepravu sypkého nákladu nad 10 000 DWT, což reprezentuje 40 % všech lodí ve smyslu tonáže a 39,4 % ve smyslu plavidel. Pokud se do toho zahrnou i malé lodě, tak kombinovaná kapacita těchto lodí je 346 milionů DWT. Kombinované lodě tvoří jen malou část, reprezentovanou pouze 3 % celkové kapacity. Jezerní nákladní lodě na Velkých jezerech, s 98 loděmi a celkovou kapacitou 3,2 milionu DWT i přes malý počtu oproti celkové světové prostornosti a pouze 10 měsíců provozu v roce, přepravují desetinu celkového světového nákladu díky krátkým vzdálenostem a rychlým obratům.
V roce 2005 byla průměrná loď pro přepravu sypkého nákladu pouze 13 let stará. Přibližně 41 % bulkerů bylo mladších 10 let, 33 % více než 20 let a zbylých 26 % mezi 10 až 20 lety. Všech 98 bulkerů na velkých jezerech bylo starších 20 let, přičemž nejstarší plující měl v roce 2009 106 let.

### Státy vlajky
V roce 2005 bylo MARADem celosvětově registrováno 6 225 lodí pro přepravu sypkého nákladu s 10 000 DWT nebo více. Nejvíce bulkerů je registrováno v Panamě, která se 1 703 loděmi má více než další 4 státy dohromady. Ve smyslu množství registrovaných lodí na přepravu hromadného nákladu mezi 5 hlavních vlajek států ještě patří: Hongkong (492 lodí), Malta (435), Kypr (373) a Čína (371). Panama také vede v celkové tonáži registrovaných lodí na sypaný náklad. Další čtyři státy s největší tonáží bulkerů jsou po pořadí: Hongkong, Řecko, Malta a Kypr.

### Největší flotily
Řecko, Japonsko a Čína jsou největšími vlastníky lodí pro přepravu sypkého nákladu s 1 326, 1 041 a 979 loděmi. Tyto tři země mají dohromady 53 % celkového počtu bulkerů.
Některé soukromé společnosti mají také velké flotily těchto lodí. Mezinárodní společnost Gearbulk Holding Ltd. má více než 70 bulkerů, společnost The Fednav Group v Kanadě jich využívá více než 80, přičemž mají dvě upravené pro práci v arktickém ledu . Společnost Croatia's Atlantska plovidba d.d vlastní 14 bulkerů, H. Vogemann Group z Německa 19 bulkerů, portugalská Portline 10 bulkerů, dánská Dampskibsselskabet Torm a španělská Elcano mají také dostatečně velké flotily těchto lodí. Další společnosti se specializují na mini-bulkery: anglická Stephenson Clarke Shipping Limited má flotilu 8 mini-bulkerů a 5 malých handysize bulkerů. Turecká společnost Cornships Management and Agency Inc. vlastní flotilu 7 mini-bulkerů.

### Stavitelé
Dominantními v konstrukci lodí na přepravu hromadného nákladu jsou asijské společnosti. Z celkového počtu 6 225 kusů je téměř 62 % vyrobených v Japonsku loděnicemi jako Oshima Shipbuilding a Sanoya Hishino Meisel, dále v Jižní Koreji loděnicemi Daewoo a Hyundai Heavy Industries, která je druhá s počtem 643 vyrobených lodí tohoto typu. Třetí je Čína s loděnicemi jako Dalian, Chengxi a Shanghai Waigaoqiao a počtem vyrobených bulkerů 509. Čtvrtým je Tchaj-wan s loděnicemi China Shipbuilding Corporation a 129 vyrobenými loděmi. Loděnice v těchto čtyřech zemích postavily více než 82 % všech lodí na sypaný náklad.

### Dopravní poplatky

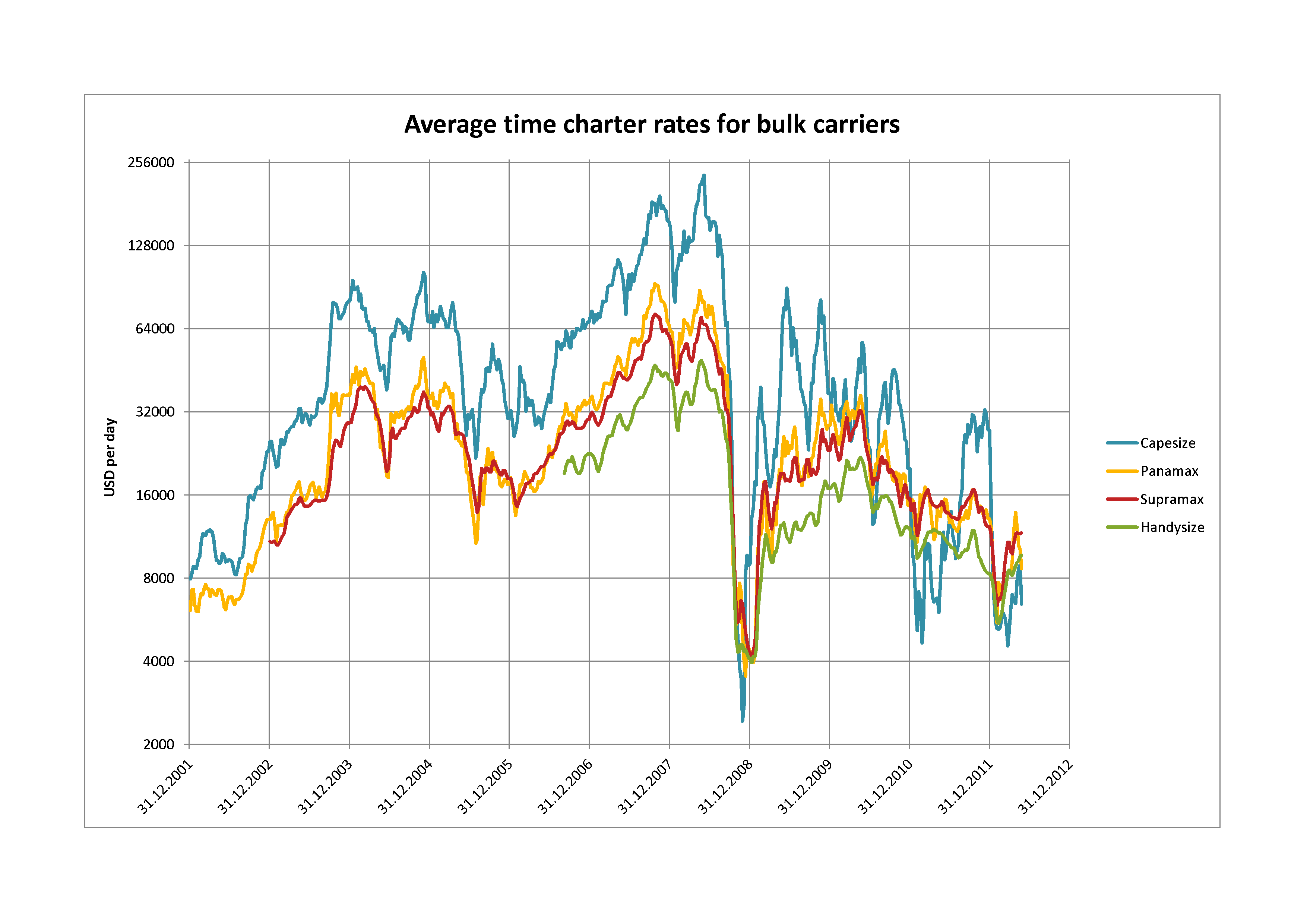
Průměrné denní poplatky za přepravu loděmi na sypaný náklad.

Cenu přepravy sypaného nákladu ovlivňuje několik faktorů. Trh se sypkým nákladem je velmi nestálý a cena kolísá s různými typy nákladu, typem lodě a trasou lodě. Přeprava Capesize nákladu uhlí z Jižní Ameriky do Evropy se pohybuje mezi 15 $ až 25 $ za tunu (rok 2005). Přeprava agregátní Panamax nákladu z Mexického zálivu do Japonska stojí 40 $ do 70 $ za tunu.
Někteří dopravci upřednostňují namísto platby za hmotnost raději denní poplatek za nájem lodi. V roce 2005 byl denní poplatek za loď typu handymax 18 000 $ až 30 000 $, loď typu Panamax 20 000 $ až 50 000 $ a loď Capesize 40 000 $ až 70 000 $ na den.

### Šrotování lodí
Když jsou lodě vyřazeny, postupují ke šrotování, kde se rozeberou. Majitelé lodí a nákupčí si dohodnou cenu založenou na faktorech jako jsou hmotnost prázdné lodi (LTD z anglického light tun displacement) a cena kovošrotu na trhu. V roce 1998 bylo téměř 700 lodí sešrotováno na místech jako jsou Alang v Indii a Chittagong v Bangladéši. Nejčastěji se to dělá vytažením lodě na pláž a rozřezávání ručními hořáky. Je to nebezpečná práce s častými nehodami a úmrtími, přičemž dělníci se často vystavují toxickým materiálům z lodí. V roce 2004 bylo sešrotováno půl milionu tun lodí pro přepravu sypkého nákladu, což tvořilo 4,7 % celkového celosvětového ročního kovošrotu. V tom roce se pohybovala cena 1 LTD na sešrotování mezi 340 $ a 350 $.

## Operace

### Posádka
| Kapitán/Master | |                                                     |
| Palubní oddělení | Strojní oddělení | Oddělení kuchyně                                    |
| 1× První důstojník 1× Druhý důstojník 1× Třetí důstojník 1× Bootsmann 2-6× Námořník I. třídy 0-2× Námořník II. třídy | 1× První strojní důstojník 1× Druhý strojní důstojník 1× Třetí strojní důstojník 1-2× Čtvrtý strojní důstojník 0-2× Mladší strojník 1-3× Oiler 0-3× Greaser 1-3× Entry-level | 1× Hlavní steward 1× Šéfkuchař 1× Asistent stewarda |

Posádka na lodi pro přepravu hromadného nákladu se nejčastěji skládá z 20 až 30 lidí, menším lodím někdy stačí i 8 lidí. Posádka zahrnuje kapitána (někdy master), palubní oddělení, strojní oddělení a zaměstnance kuchyně. Zvyk braní pasažérů na nákladní lodi kdysi zcela běžný, v současnosti na lodích pro přepravu hromadného nákladu téměř neexistuje.
V 90. letech 20. století byly lodě pro přepravu hromadného nákladu důvodem mnoha námořních nehod. To vedlo majitele lodí k průzkumům hledajícím vysvětlení na působení několika faktorů efektivnosti a způsobilosti lodní posádky. Tento průzkum ukázal, že výkon posádky na palubě lodí na přepravu hromadného nákladu byl nejnižší ve všech průzkumech. Z posádek bulkerů byl nejlepší výkon zaznamenán na mladších a větších lodích. Posádky na lepé udržovaných lodích měly lepší výsledky, než jako vícejazyčné posádky.
Na palubách lodí na přepravu hromadného nákladu slouží méně palubních důstojníků než na jiných, obdobně velkých lodích. Mini-bulkery mají 2–3 palubní důstojníky, zatímco Handysize a Capesize využívají čtyř. LNG tankery využívají o jednoho palubního důstojníka a jednoho námořníka navíc.